# Seuil (editorial)
Les éditions du Seuil es una editorial francesa situada en París; publica sobre todo libros de filosofía y ciencias humanas y es famosa por haber editado la obra completa de algunos relevantes intelectuales como Jacques Lacan, Roland Barthes, Philippe Sollers (hasta 1983, cuando pasa a Gallimard), Edgar Morin, Maurice Genevoix y Pierre Bourdieu, entre otros, además de la serie de novelas sobre Don Camilo de Guareschi y el Libro rojo de Mao. Estas ediciones, que alcanzaron ventas muy importantes, le permitieron financiar obras más minoritarias.

## Historia

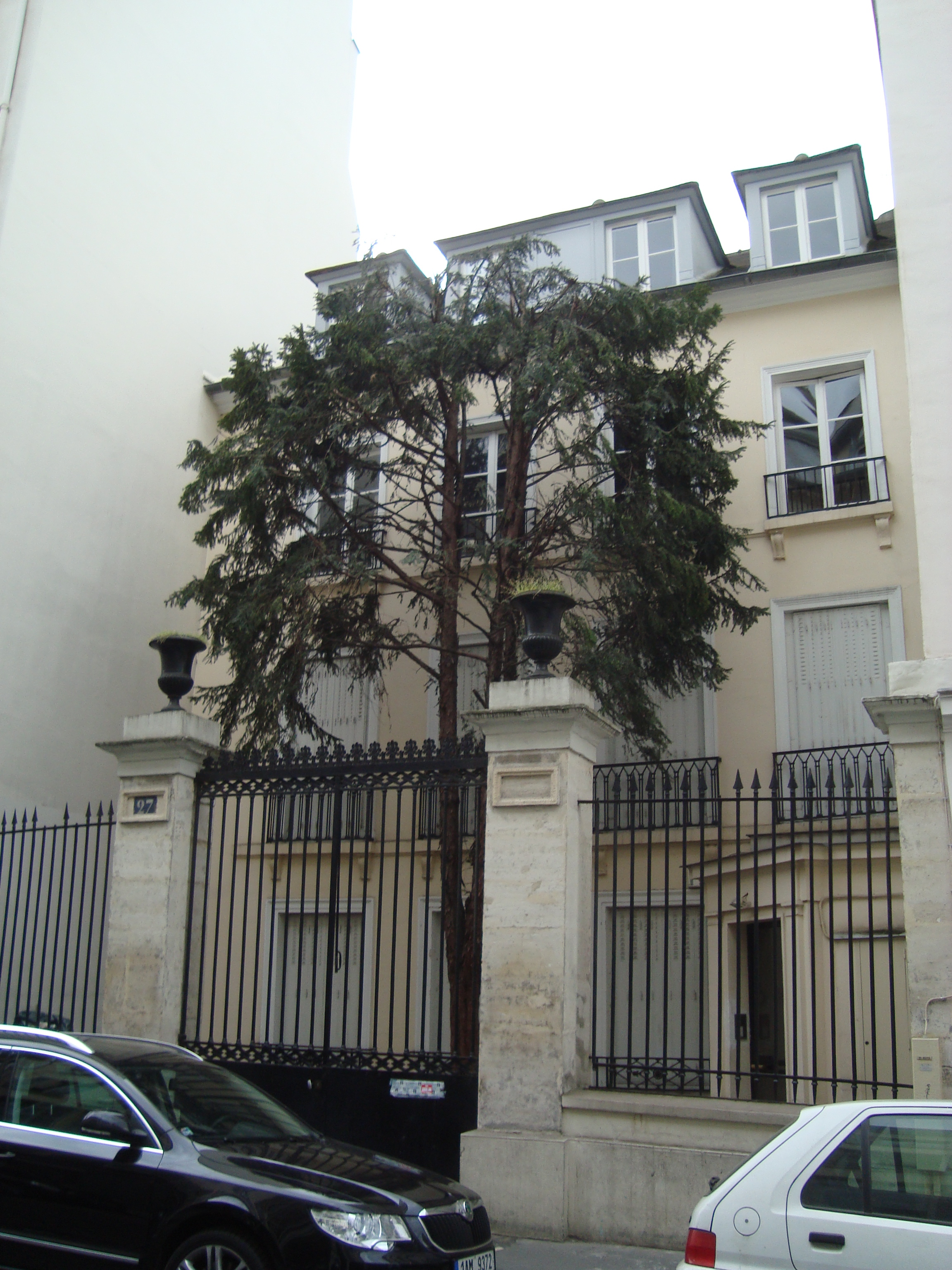
Sede histórica con el famoso tejo, en el número 27 de la rue Jacob en París.

"Les éditions du Seuil" fueron fundadas por Henri Sjöberg, el 23 de febrero de 1935, siguiendo una idea del sacerdote Jean Plaquevent, fundador a su vez de la "Société de Saint Louis". De allí procedían Paul Flamand y Jean Bardet, que ayudaron a Henri Sjöberg a sacar adelante el proyecto. En 1937, este abandonó la dirección, en una gestión arbitrada por Jean Plaquevent. Paul Flamand quedó como director literario, Jean Bardet como director comercial, y Henri Sjöberg como simple asesor técnico.
En 1979, la dirección le fue encomendada a Michel Chodkiewicz, a quien se unió Claude Cherki en 1989. Fue este último quien se ocuó de la compra de Seuil por el grupo La Martinière el 12 de enero de 2004. Seis meses más tarde se vio obligado a dimitir por esta operación. Le sustituyeron Pascal Flamand y Olivier Cohen (director editorial), creador de una filial de Seuil: L'Olivier. Sugrgieron muchos problemas de logística y muchos editores abandonaron el grupo.
En noviembre de 2005, Laure Adler se hizo responsable de área de literatura de Seuil y Olivier Cohen retomó su actividad en su editorial L'Olivier. El grupo siguió creciendo, pero con ciertas tensiones; por ejemplo, en julio de 2006, el editor Hervé Hamon (que como escritor había publicado más de veinte libros en Seuil) abandona la editorial, explicando en público que "el autor ya no está en el centro del sistema". En agosto de 2006 se incorpora como director general Denis Jeambar, periodista y escritor, antiguo director adjunto de Le Point y antiguo Presidente del grupo L'Express-L'Expansion y director L'Express. Y a finales de 2006, terminó la vinculación de Laure Adler al grupo.
En la primavera de 2010, Seuil abandonó sus locales históricos en el número 27 de la rue Jacob en el distrito de Saint-Germain-des-Prés para trasladarse a Montrouge. Olivier Bétourné fue nombrado presidente y director general.

## Colecciones
- La colección «l'Histoire Immédiate», fundada por Jean Lacouture en 1961 y dirigida en la actualidad por Jean-Claude Guillebaud, alberga las obras de Germaine Tillion, René Dumont, Edgar Morin y Emmanuel Todd.
- Entre 1962 y 1994, la colección «L'Intégrale», dirigida por Luc Estang, publicó las obras completas de grandes autores clásicos.
- La colección «Tel Quel» (1963-1982), dirigida por Philippe Sollers, ha publicado sobre todo artículos de los colaboradores de la revista homónima, tales como Barthes,  Derrida,  Genette o Kristeva.
- La colección psicoanálisis «Champ freudien» fue fundada por Jacques Lacan en 1964. Está dirigida por Jacques-Alain Miller y Judith Miller.
- La colección «L'Ordre philosophique» fue fundada por Paul Ricoeur y François Wahl en 1966. La colección estará dirigida por este último hasta 1990, cuando le sucederán Alain Badiou y Barbara Cassin, que dimitirán en 2007 para pasarse a la editorial Fayard.
- La colección «Science ouverte», creada en 1966, será dirigida sobre todo por Jean-Marc Lévy-Leblond.
- La colección «Poétique» fue fundada en 1970 por Gérard Genette y Tzvetan Todorov. Fue Genette quien se hizo cargo de la dirección.
- La colección «L'Univers historique» fue fundada en 1970 por Jacques Julliard y Michel Winock.
- La colección de literatura «Fiction & Cie» fue creada por Denis Roche en 1974. Bernard Comment le sucedió en otoño de 2004.[3]
- La colección «Espacements» (1976-1985), dirigida por Françoise Choay, estaba dedicada a la arquitectura.
- La colección «Travaux linguistiques» (1972-1991) fue fundada por Nicolas Ruwet.
- La colección «Des Travaux» fue fundada en 1983 por Michel Foucault, Jean-Claude Milner, Paul Veyne et François Wahl.
- La colección «La Couleur des idées», fundada por Jean-Luc Giribone en 1984, dirigida también por Jean-Pierre Dupuy, Jean-Claude Guillebaud, Jean-Luc Pouthier et Olivier Mongin.
- La colección «La Librairie du XXIème siêcle» fue creada por Maurice Olender en 1989. Después de haber creado su colección «Textes du XXème siêcle» en Hachette en 1985 (con 19 títulos), creó la colección La Librairie du XXème siêcle , que más adelante se convirtió en La Librairie du XXIème siêcle . En 2009 comprendía 143 títulos. Los autores que publicaban antes en Hachette le siguieron a Seuil.
- La efímera colección «Libre examen», fundada en 1991 por Olivier Bétourné, acogió obras de Hannah Arendt, Pierre Bourdieu y Claude Nicolet.
- La colección «Liber», fundada por Pierre Bourdieu y dirigida por Jérôme Bourdieu, John Heilbron et Yves Winkin.
- La colección «La plus Belle Histoire» fue fundada y dirigida en 1998 por Dominique Simonnet.
- La literatura francesa se publica en la colección «Cadre rouge» mientras que la literatura de otros países aparece en la colección « Cadre vert».